# 巴黎游戏周
巴黎游戏周（简称PGW）是一场每年一度在法国巴黎巴黎凡尔赛门展览馆举行的电子游戏贸易展览会。游戏周的组织者为SELL，一家促进电子视频游戏开发者利益的法国组织。他们决定组织此活动的原因是因为法国最主要的电子游戏节目《电子游戏节》并未达到预期效果。巴黎游戏周现已成为世界五大电子游戏展之一，在2018年接待了316,000名观众，仅次于科隆游戏展（2015年345,000人次）以及台北国际电玩展（2015年430,000人次），人数多于美国E3电子娱乐展（2017年68,400人次）以及东京电玩展（2016年271,000人次）。

## 举办日期
| 年份   | 日期                | 场馆               | 地点 | 出席人数 |
| ------ | ------------------- | ------------------ | ---- | -------- |
| 2010年 | 10月27日 - 10月31日 | 巴黎凡尔赛门展览馆 | 巴黎 | 120,000  |
| 2011年 | 10月21日 - 10月25日 | 巴黎凡尔赛门展览馆 | 巴黎 | 180,000  |
| 2012年 | 10月31日 - 11月4日  | 巴黎凡尔赛门展览馆 | 巴黎 | 212,000  |
| 2013年 | 10月30日 - 11月3日  | 巴黎凡尔赛门展览馆 | 巴黎 | 245,000  |
| 2014年 | 10月29日 - 11月2日  | 巴黎凡尔赛门展览馆 | 巴黎 | 272,000  |
| 2015年 | 10月28日 - 11月1日  | 巴黎凡尔赛门展览馆 | 巴黎 | 307,000  |
| 2016年 | 10月27日 - 10月31日 | 巴黎凡尔赛门展览馆 | 巴黎 | 310,000  |
| 2017年 | 11月1日 - 11月5日   | 巴黎凡尔赛门展览馆 | 巴黎 | 304,000  |
| 2018年 | 10月26日 - 10月30日 | 巴黎凡尔赛门展览馆 | 巴黎 | 316,000  |
| 2019年 | 10月30日 - 11月3日  | 巴黎凡尔赛门展览馆 | 巴黎 | 317,000  |
| 2023年 | 11月1日 - 11月5日   | 舉辦中             |      |          |